# Нојхаус ам Ин
Нојхаус ам Ин (њем. Neuhaus am Inn) општина је у њемачкој савезној држави Баварска. Једно је од 38 општинских средишта округа Пасау. Према процјени из 2010. у општини је живјело 3.533 становника. Посједује регионалну шифру (AGS) 9275134.

## Географски и демографски подаци
Нојхаус ам Ин се налази у савезној држави Баварска у округу Пасау. Општина се налази на надморској висини од 323 метра. Површина општине износи 31,0 km². У самом мјесту је, према процјени из 2010. године, живјело 3.533 становника. Просјечна густина становништва износи 114 становника/km².

## Међународна сарадња
| Мјесто                | Држава   | Врста сарадње | Од    |
| --------------------- | -------- | ------------- | ----- |
| Нојхаус ам Клаусенбах | Аустрија | партнерство   | 1988. |
| Извор                 |          |               |       |